# Tragopogon pratensis

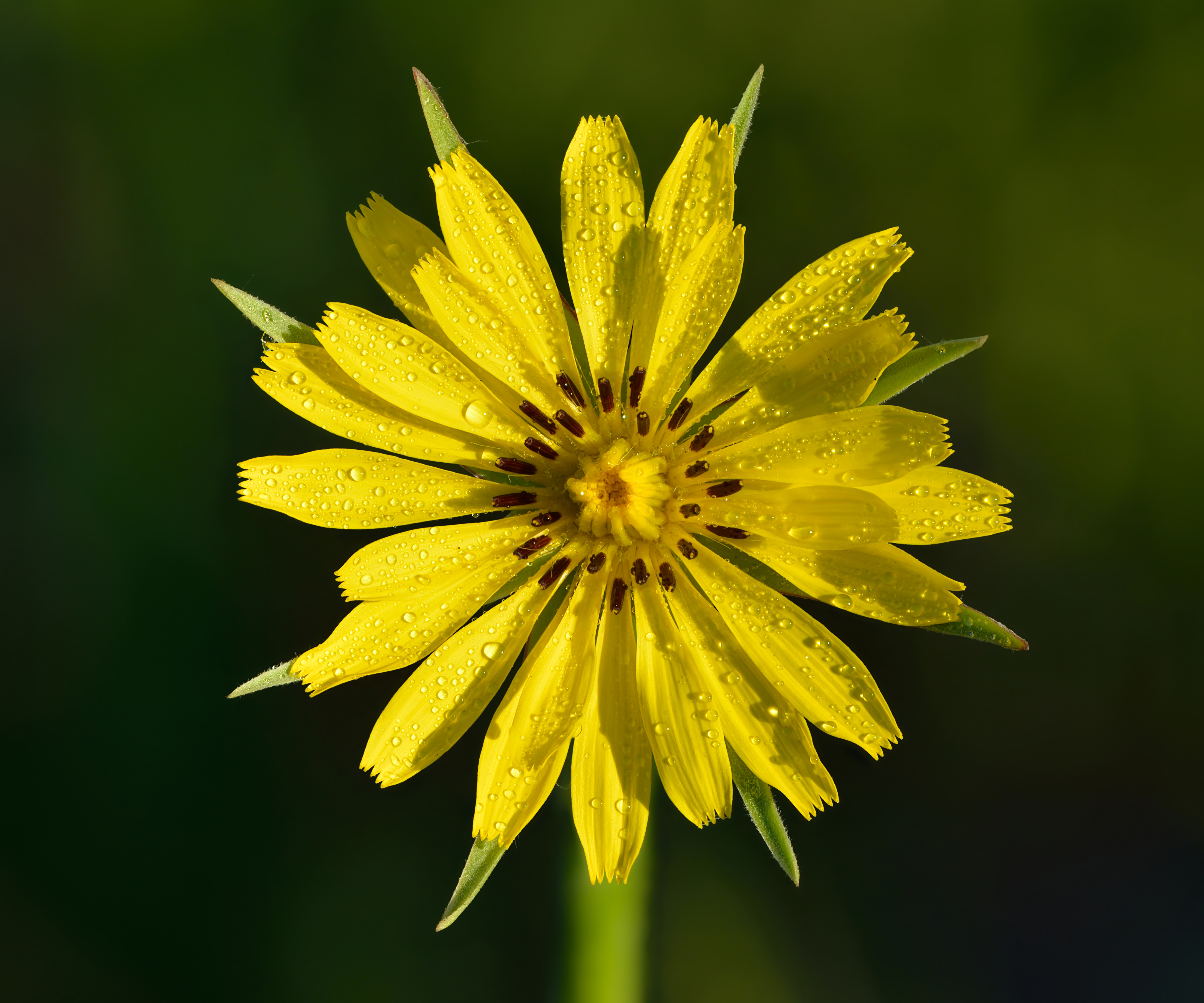
Capítol florit

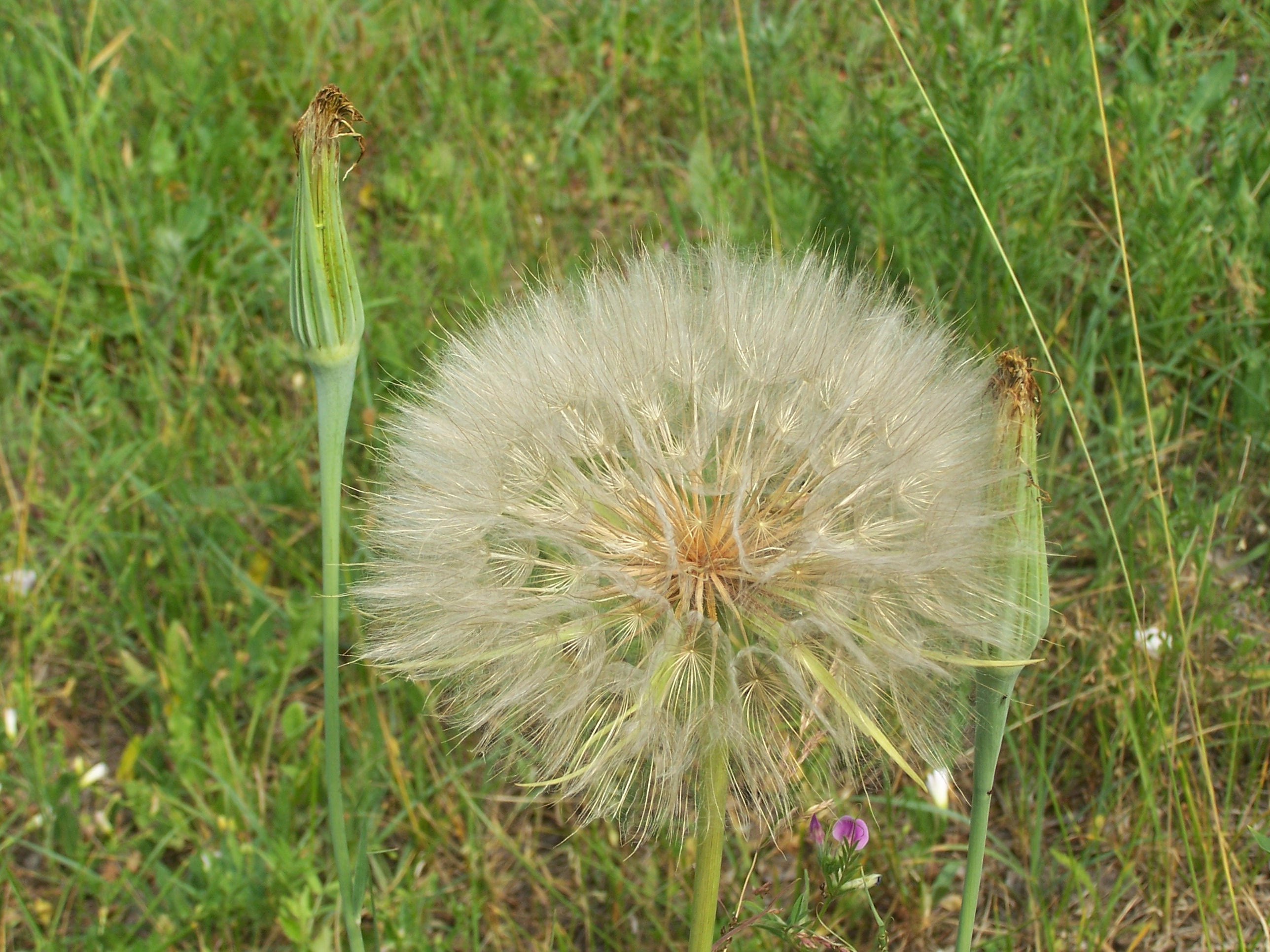
Capítol fructificat

Tragopogon pratensis, conegut també com a barba de cabra o salsifí de prat, és una espècie de planta asteràcia. És biennal i herbàcia. Es troba als Països Catalans.

## Morfologia
Té una roseta basal amb les fulles allargades, del seu centre apareix una tija floral que arriba a fer 1 metre. La corol·la és ligulada, de color groc viu, només s'obre unes poques hores al matí i es tanca la resta del dia. Com altres espècies del gènere Tragopogon, rep el nom comú de barba de cabra perquè de la corol·la tancada s'escapen els filaments blanquinosos o bruns del papus plomós dels fruits que són similars a les pilositats de la barbeta del boc. Les arrels i brots tendres són comestibles.

## Hàbitat i distribució
És planta nativa de l'Europa mediterrània; s'estén fins a Europa septentrional, el Caucas i Pakistan. Ha estat introduïda a Amèrica i Nova Zelanda.

## Subespècies
- Tragopogon pratensis subsp. leiocarpus (Saut. ex Trnka) Greuter
- Tragopogon pratensis subsp. minor (Mill.) Hartm., Sv. Norsk Exc.-Fl.: 110. 1846
- Tragopogon pratensis subsp. minor (Mill.) Wahlenb.
- Tragopogon pratensis subsp. orientalis L.
- Tragopogon pratensis subsp. pratensis

## Sinònims
- Invàlids:
- Tragopogon pratensis [infraspec.] graminifolius G. Mey., Chloris Han.: 434. 1836, nom. nud.
- Tragopogon pratensis subsp. eupratensis Thell., nom. inval.
- Homotípics:
- Tragopogon pratensis var. tortilis(G. Mey.) W. D. J. Koch, Syn. Fl. Germ. Helv.: 423. 1837
- Tragopogon tortilis (G. Mey.) Pritz., Icon. Bot. Index, ed. 2 2: 275. 1866
- Heterotípics:
- Tragopogon sylvestris Garsault, Fig. Pl. Méd.: t. 598. 1764
- Tragopogon pratensis [infraspec.] tortilis G. Mey., Chloris Han.: 434. 1836
- Tragopogon pratensis var. macrorhizus Bisch., Beitr. Fl. Deutschl.: 92. 1851
- Tragopogon pratensis var. minor Willk. in Willkomm & Lange, Prodr. Fl. Hispan. 2: 226. 1865 [non Tragopogon pratensis subsp. minor (Mill.) Hartm. 1846]
- Tragopogon pratensis var. angustifolius Schur, Enum. Pl. Transsilv.: 362. 1866
- Tragopogon praecox Focke in Abh. Naturwiss. Vereins Bremen 18(1): 187. 1905